# Laguna di Corru S'Ittiri
La laguna di Corru S'Ittiri è una zona umida costiera della Sardegna situata nel golfo di Oristano. Amministrativamente ricade nel territorio comunale di Arborea da cui dista circa tre chilometri.
Ha una estensione di circa 204 ha, morfologicamente ha forma allungata in direzione nord-est sud-ovest con rive basse e sabbiose.

La profondità media è di circa un metro, anche se all'interno della laguna sono presenti due canali paralleli alla linea di costa profondi da 1,5 a 2 metri e di dimensioni abbastanza ampie: circa 100 metri.
Già dagli anni '70 inserita nella lista delle zone umide di importanza internazionale predisposta sulla base della convenzione di Ramsar, con le direttive comunitarie n. 92/43/CEE e n. 79/409/CEE viene considerato sito di interesse comunitario (SIC ITB030032) e zona di protezione speciale (ZPS ITB034004).

La laguna appartiene al demanio della Regione Sardegna che concede lo sfruttamento professionale delle sue risorse ittiche; viene esercitata l'attività di pesca a diverse specie tra cui orate, spigole, vongole veraci e arselle.